# Ханамуато (Мичоакан)
Ханамуато (исп. Janamuato) — муниципалитет в Мексике, входит в штат Мичоакан. Население 1763 человека.

## История
Город основал Хосе Альварес Сиснерос.